# Jakub Więzik
Jakub Więzik (Bielsko-Biała, 15 luglio 1991) è un calciatore polacco, attaccante del Sachsenbrunn/Crock.